# Silverio Astiz
Silverio Astiz Lacunza (Huarte-Araquil, 20 de junio de 1887 - Ibero, 28 de octubre de 1936) fue un labrador, político y sindicalista socialista de Navarra, España, ejecutado víctima de la represión del bando franquista durante la Guerra Civil.
Vinculado desde joven a la Unión General de Trabajadores (UGT), en 1922 planteó su candidatura a concejal por el Partido Socialista Obrero Español (PSOE) pero fue inhabilitado a raíz de los sucesos de 1917. No obstante, permaneció activo durante todo el período final de la Restauración y la dictadura de Primo de Rivera impulsando diversas acciones sociales como la municipalización de los servicios médicos. Y en 1928 logró que la Diputación Foral depusiera al alcalde Bautista Beramendi por irregularidades económicas. Fue elegido finalmente concejal de su localidad natal tras la proclamación de la República, en las elecciones parciales convocadas en agosto de 1931 y fue uno de los políticos navarros que participó en los debates y dio su apoyo al Estatuto Vasco-Navarro. Poco antes de dar inicio la Guerra Civil ocupó la alcaldía, siendo detenido por las tropas sublevadas y ejecutado junto a su hijo dos meses después.